# ۴ ربیع‌الثانی
۴ ربیع‌الثانی، چهارمین روز از ماه ربیع‌الثانی در تقویم هجری قمری است.
در تقویم هجری قمری قراردادی این روز نود و سومین روز سال است.